# Danske mesterskaber i atletik 1916
Danske mesterskaber i atletik 1916 var det 23. Danske mesterskaber i atletik. 
| Disciplin     | Guld                                   | Sølv                                                | Bronze                                 |  |
| ------------- | -------------------------------------- | --------------------------------------------------- | -------------------------------------- |  |
| 100 meter     | Michael Hansen AIK 95 11,2             | Poul Andersen AIK Ålborg ?                          | Henri Thorsen IF Sparta ?              |  |
| 400 meter     | Axel Biering Prip AI 53,6              | Poul Andersen AIK Ålborg 53,7                       | Oluf Kinch Petersen Københavns IF 53,8 |  |
| 1500 meter    | Lauritz Dam IF Sparta 4,16,6           | Villiam Gunnarsson IF Sparta ?                      |                                        |  |
| 10.000 meter  | Charles Petersen Københavns IF 33,06,0 | Harry Nielsen Københavns IF 33,28,?                 | Lauritz Dam IF Sparta 34,10,?          |  |
| Maraton       | Hans Buchardt Hafnia IF 2,51,15        | Johannes Granholm Christensen Københavns IF 2,56,41 | Rudolf Hansen AIK 95 3,02,18           |  |
| 110 meter hæk | Henri Thorsen IF Sparta 17,5           | Laurits Jørgensen Vejle IF ?                        | Georg Jacobsen IF Sparta ?             |  |
| Højdespring   | Ernst Heuser Københavns IF 1,75        | Harald Agger Københavns IF 1,70                     | Marius Jørgensen Nyborg GIF 1,65       |  |
| Stangspring   | Georg Morning IF Sparta 3,50           | Marius Faxøe IF Sparta 3,35                         | Laurits Jørgensen Vejle IF 3,20        |  |
| Længdespring  | Aage Petersen Københavns IF 6,59       | Marius Jørgensen Nyborg GIF 6,52                    | Svend Aage Hansen Ben Hur 6,365        |  |
| Hammerkast    | Hans Langkjær Randers Freja 42,99      | Ejner Midtgaard AIK 95 39,65                        | August Olsen Horsens fS 37,34          |  |
| 4 x 100 meter | AIK 95 46,8                            | IF Sparta 46,9                                      | Ben Hur ?                              |  |
| 8km cross     | Frantz Petersen AIK 95 44,10           |                                                     |                                        |  |
Kilder: 
- DAF i tal
- Dansk Sportsleksikon udgivet i samarbejde med Dansk Idræts-Forbund. Redaktion Axel Lundqvist Andersen og Jørgen Budtz-Jørgensen. Bind 1 og 2. Standard-forlaget 1944

| Atletik | Spire Denne artikel om atletik er en spire som bør udbygges. Du er velkommen til at hjælpe Wikipedia ved at udvide den. |